# آب‌انبار سردار مکرم
آب‌انبار سردار مکرم مربوط به متاخر دوران‌های تاریخی پس از اسلام زند و افشار است و در شهرستان عشق‌آباد، روستای امیرآباد واقع شده و این اثر در تاریخ ۲۲ آبان ۱۳۸۶ با شمارهٔ ثبت ۱۹۸۸۳ به‌عنوان یکی از آثار ملی ایران به ثبت رسیده است.